# Issa Sy
Issa Sy (* 22. Juli 1984) ist ein senegalesischer Fußballschiedsrichter.
Seit 2015 ist er FIFA-Schiedsrichter und leitet internationale Fußballspiele.
Sy wurde bislang bei zwei Afrika-Cups eingesetzt. Er leitete jeweils ein Gruppenspiel beim Afrika-Cup 2019 in Ägypten und beim Afrika-Cup 2022 in Kamerun.
Zudem leitete er Spiele in der CAF Champions League (sechs Partien), in der afrikanischen Qualifikation für die Weltmeisterschaft 2022 (zwei Spiele), bei der U-20-Weltmeisterschaft 2023 in Argentinien (zwei Gruppenspiele) sowie Freundschaftsspiele.